# Érasme Gaspard de Contades
Érasme-Gaspard, comte de Contades, né le 12 mars 1758 à Angers, mort le 9 novembre 1834 à Angers, est un militaire et homme politique français.

## Biographie
Petit-fils du marquis Louis Georges Érasme de Contades, maréchal de France (1704-1794). Fils ainé de Georges-Gaspard de Contades (1724-1794) marquis de Contades, tué en Vendée en 1794. Frère  du marquis Louis Gabriel de Contades et de François-Jules-Gaspard de Contades, vicomte de Contades.
En 1781, il épouse Marie-Marguerite de Villiers.

### Ancien régime
Entré au service en 1773, lieutenant au régiment d'artillerie de Besançon, capitaine de cavalerie en 1775, il assista aux manœuvres du camp de Saint-Omer en 1779.
En 1788, il est colonel du régiment de Royal-Bourgogne, puis en 1789 du régiment des chasseurs à cheval de Picardie

### Émigration
À la Révolution, il émigra à Coblence et servit dans l'armée de Condé, en 1792, comme aide de camp du comte de Provence. Après la campagne de France il gagna Aix-la-Chapelle, Düsseldorf, puis en janvier 1795 il est à Londres.
Lors de l'expédition de Quiberon, il était major général de l'armée royale commandé par le comte de Puisaye. Il séjournera quelque temps à L'Île-d'Yeu, puis rentra en France pour rétablir sa fortune compromise par la Révolution, car le décès de son grand-père le maréchal en 1794 et de son père tué en Vendée la même année faisait de lui le chef de famille.

### Premier Empire
En 1804 s'étant rallié à l'Empire, il se réinstalle au château de Montgeoffroy, il fut maire de la ville de Mazé de 1806 à 1834 (sauf pendant les Cents-Jours), et en 1805 conseiller général de Beaufort et président de l'assemblée départemental. En 1808, il commanda la garde d'honneur lors de la visite de l'empereur dans le département.
Il sera nommé le 1er avril 1809 chambellan de l'empereur et le 23 avril comte d'empire, la terre de Montgeoffroy fut à cette occasion érigée en majorat,.

#### Restauration
À la seconde Restauration, il fut nommé pair de France (17 août 1815) et vota la mort dans le procès du maréchal Ney. Le gouvernement royal le fit maréchal de camp le 12 avril 1816, commandeur de l'ordre de Saint-Louis, puis lieutenant-général des armées du roi le 16 mai 1821.
Ayant prêté serment à la monarchie de Juillet, il siégea à la chambre haute jusqu'à sa mort.
Érasme-Gaspard de Contades est le grand-père d'Érasme-Henri de Contades (1814-1908).

## Décorations
- Commandeur de l'Ordre royal et militaire de Saint-Louis le 23 mai 1825[5].